# 埃斯林根县
埃斯林根县（德語：Landkreis Esslingen）是德国巴登-符腾堡州的一个县，隶属于斯图加特行政区，首府内卡河畔埃斯林根。

## 地理
埃斯林根县东北面与雷姆斯-穆尔县，东面与格平根县，南面与罗伊特林根县，西面与伯布林根县，西北面与斯图加特市相邻。

## 县徽
埃斯林根县的县徽是金色的底色，下方是黑色和金色相间的菱形，菱形上方是一只黑色的老鹰，老鹰的噱和爪呈红色，胸前有一只号角。老鹰代表埃斯林根曾经的帝国自由城市身份，菱形和号角来自原来尼尔廷根县的县徽，尼尔廷根县在1973年并入了埃斯林根县，菱形代表泰克领主（及泰克山下基希海姆市），号角代表尼尔廷根市。埃斯林根县的县徽起用自1975年。